# Omar Gaye
Omar Gaye (Banjul, 18 settembre 1998) è un calciatore gambiano, difensore del FC Francavilla e della nazionale gambiana.

## Caratteristiche tecniche
È un terzino sinistro.

## Carriera

### Club
Appena arrivato in Italia dal suo Paese natale si è stabilito in Campania, trascorrendo la stagione 2016-2017 in Promozione all'Afro Napoli United; nell'estate del 2017 è diventato professionista, accasandosi in Serie C alla Juve Stabia, club con cui ha trascorso l'intera stagione 2017-2018, giocando una sola partita in competizioni ufficiali, nella Coppa Italia Serie C.
Successivamente si trasferisce ai toscani del Viareggio, con i quali durante la stagione 2018-2019 realizza una rete in 28 presenze nel campionato di Serie D; gioca in questa stessa categoria anche nella stagione 2019-2020, con i campani del Nola: dopo aver giocato 18 partite di campionato lascia tuttavia i bianconeri per trasferirsi in Finlandia al Kajaani, club professionistico della seconda divisione del Paese scandinavo, con cui prima della sospensione dei campionati per via della pandemia di Covid-19 gioca 3 partite; rimane poi svincolato a causa dello scioglimento del club, e per proseguire la sua carriera professionistica va a giocare in Moldavia, al Milsami Orhei. Con il club biancorosso conquista un terzo posto in campionato, competizione nella quale realizza una rete in 28 partite giocate, a cui aggiunge anche una presenza nella coppa nazionale moldava; successivamente trascorre la stagione 2021-2022 al Maccabi Netanya, club della prima divisione israeliana, con il quale di fatto però non gioca nessuna partita in competizioni ufficiali.
Nel 2023, dopo un periodo di inattività, torna a giocare in Campania, al Real Anacapri, club di Eccellenza; nel gennaio del 2024 si trasferisce agli abruzzesi del Chieti, con i quali conclude la stagione 2023-2024 giocando 9 partite in campionato, competizione nella quale mette anche a segno una rete. Nell'estate del 2024 va a giocare in Basilicata al FC Francavilla, altro club di Serie D.

### Nazionale
Nel 2021 ha esordito nella nazionale gambiana, giocandovi 3 partite amichevoli; negli anni seguenti ha continuato a venire convocato con regolarità, ed a cavallo tra il 2024 ed il 2025 ha anche giocato 3 partite di qualificazione ai Mondiali del 2026.

## Statistiche

### Cronologia presenze e reti in nazionale
| Cronologia completa delle presenze e delle reti in nazionale ― Gambia | Cronologia completa delle presenze e delle reti in nazionale ― Gambia | Cronologia completa delle presenze e delle reti in nazionale ― Gambia | Cronologia completa delle presenze e delle reti in nazionale ― Gambia | Cronologia completa delle presenze e delle reti in nazionale ― Gambia | Cronologia completa delle presenze e delle reti in nazionale ― Gambia | Cronologia completa delle presenze e delle reti in nazionale ― Gambia | Cronologia completa delle presenze e delle reti in nazionale ― Gambia |
| Data                                                                  | Città                                                                 | In casa                                                               | Risultato                                                             | Ospiti                                                                | Competizione                                                          | Reti                                                                  | Note                                                                  |
| --------------------------------------------------------------------- | --------------------------------------------------------------------- | --------------------------------------------------------------------- | --------------------------------------------------------------------- | --------------------------------------------------------------------- | --------------------------------------------------------------------- | --------------------------------------------------------------------- | --------------------------------------------------------------------- |
| 5-6-2021                                                              | Manavgat                                                              | Niger                                                                 | 0 – 2                                                                 | Gambia                                                                | Amichevole                                                            | -                                                                     | 89’                                                                   |
| 8-6-2021                                                              | Manavgat                                                              | Gambia                                                                | 1 – 0                                                                 | Togo                                                                  | Amichevole                                                            | -                                                                     | 78’                                                                   |
| 11-6-2021                                                             | Manavgat                                                              | Kosovo                                                                | 1 – 0                                                                 | Gambia                                                                | Amichevole                                                            | -                                                                     |                                                                       |
| 8-6-2024                                                              | Berkane                                                               | Gambia                                                                | 5 – 1                                                                 | Seychelles                                                            | Qual. Mondiali 2026                                                   | -                                                                     | 24’                                                                   |
| 11-6-2024                                                             | Franceville                                                           | Gabon                                                                 | 3 – 2                                                                 | Gambia                                                                | Qual. Mondiali 2026                                                   | -                                                                     |                                                                       |
| 24-3-2025                                                             | Abidjan                                                               | Costa d'Avorio                                                        | 1 – 0                                                                 | Gambia                                                                | Qual. Mondiali 2026                                                   | -                                                                     | 46’                                                                   |
| Totale                                                                |                                                                       | Presenze                                                              | 6                                                                     |                                                                       | Reti                                                                  | 0                                                                     |                                                                       |